# Lelemi jezici
Lelemi jezici, skupina od (4) jezika koji čine dio šire skupine potou-tano, vekika nigersko-kongoanska porodica. Govore se na području Gane, i sastoje se od dvije podskupine, to su:
a. Lelemi-Akpafu (2) Gana: lelemi, siwu.
b. Likpe-Santrokofi (2) Gana: sekpele, selee.
Najvažniji među njima je lelemi s 48 900 govornika (2003), koji je cijeloj skupini dao svoje ime.

## Vanjske poveznice
- Ethnologue (14th)
- Ethnologue (15th)